# Bernard Pietenpol
Bernard H. Pietenpol (1901 — 1984 (83 anos)), foi um inventor e projetista de aviões americano. Pietenpol foi um mecânico autodidata que projetou uma aeronave de construção caseira de sucesso que viveu a maior parte de sua vida na pequena comunidade de Cherry Grove, no sudeste de Minnesota.

## Realizações

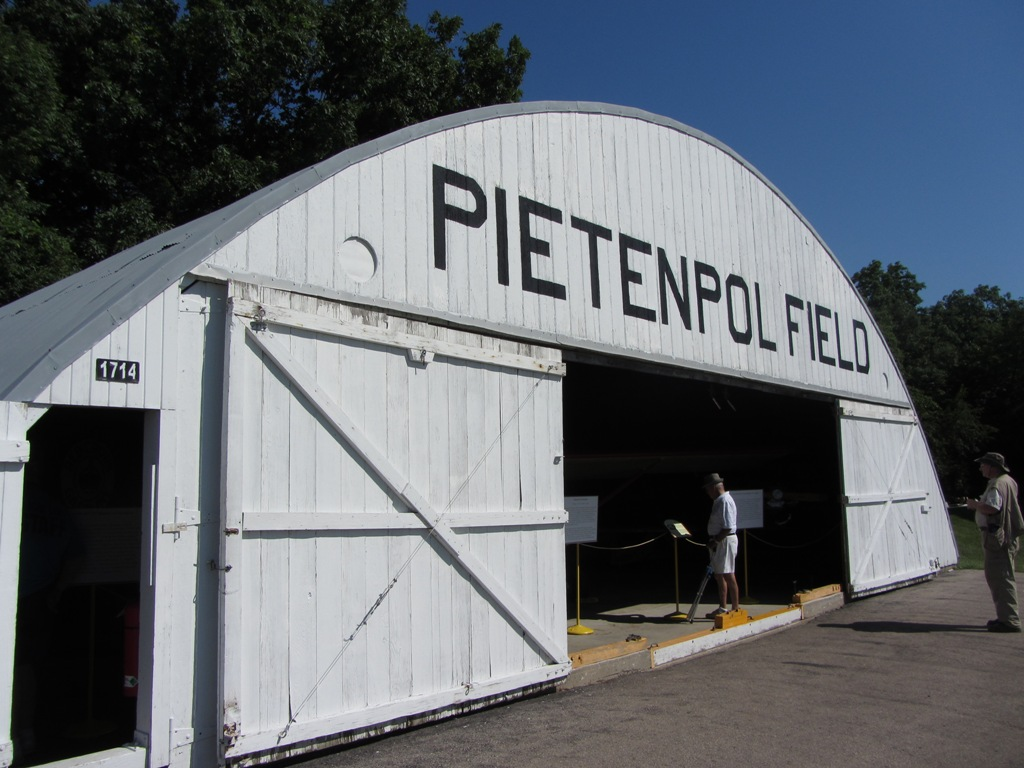
O Pietenpol Field Hangar transferido para o Pioneer Field do EAA Airventure Museum em 1984.

Seu projeto mais conhecido, o "Pietenpol Air Camper", foi concebido para ser construído e pilotado pelo "americano médio" da década de 1930. O "Air Camper" é um monoplano de cabine aberta de dois lugares com asa parasol construído com material que estava, na década de 1930, prontamente disponível em fontes locais. Alimentado por um motor Ford Model A, e pilotado pela primeira vez com um em maio de 1929, o design de Pietenpol era robusto, simples e acessível. Os planos foram publicados pela primeira vez na "Modern Mechanics and Inventions", depois no "Flying and Glider Manual" da revista em 1932.
Com o sucesso do "Air Camper", o editor do "MMI Weston Farmer" convenceu Pietenpol a projetar um avião que pudesse ser movido com o motor Ford Model T mais barato e mais prontamente disponível. Em resposta ao pedido de Farmer, Pietenpol projetou o Pietenpol Sky Scout um monoposto.
Os "Air Campers" foram construídos usando muitos (mais de 50 foram registrados) motores diferentes. O próprio Pietenpol gostou do motor Corvair refrigerado a ar. Mas seu projeto original é bem adequado para o "Model A" de alto torque e giro lento.
Um exemplo restaurado do "Air Camper" pode ser encontrado no inventário do Mid-Atlantic Air Museum em Reading, Pensilvânia.
Nos seus últimos anos, Pietenpol vendeu e consertou aparelhos de televisão. Em 1981, a "Pietenpol Workshop and Garage" foi adicionada ao "National Register of Historic Places". Seu hangar foi desmontado e transferido para o "Pioneer Airport", em Oshkosh, Wisconsin, como parte do "EAA Aviation Museum". Pietenpol morreu em 1984 e foi introduzido no Hall da Fama da Aviação de Minnesota em 1991.